# 합천 해인사 삼화상 진영
합천 해인사 삼화상 진영(陜川  海印寺 三和尙 眞影)은 경상남도 합천군 가야면, 해인사에 있는 불화이다. 
2009년 8월 6일 경상남도의 유형문화재 제486호 해인사 삼화상 진영로 지정되었다가, 2018년 12월 20일 현재의 명칭으로 변경되었다.

## 개요
해인사 삼화상 진영의 전체적인 구도는 가로로 긴 화면에 중앙에 좌안칠분면(左眼七分面)의 조사와 그 좌우에 각각 좌안칠분면과 우안칠분면으로 묘사된 세 분의 조사를 한 화면에 그려놓고 있다. 중앙의 조사상은 왼쪽 무릎을 세운 후 그 위에 왼손을 얹혀두고 오른손은 측면으로 내려 갈고리 모양의 지물을 쥐고 앉아 있다. 이 조사상은 좌우의 조사상과는 달리 약간 더 붉은 안면색에 흰 수염을 지니고 있는데 특히 가슴 부위에 구멍이 뚫린 모습을 표현하고 있어 해인사 수장되어 있는 보물 999호인 목조희랑조사상을 모델로 하여 그려진 것으로 보인다. 특히 조각상에서의 홀쭉하게 긴 얼굴과 작은 눈매가 이 진영에서도 나름대로 표현되어 있기도 하다. 그리고 화면 좌우측에 석장을 쥐고 앉아 있는 조사상들은 눈매 및 지물과 의습처리에서 미세한 차이를 보일 뿐 동일한 초를 대칭적으로 사용하고 있다. 즉, 향우측 조사상은 향좌측 조사상보다 약간 처진 눈매에 얼굴 주름이 더 많고 오른손에 염주를 쥐고 있어 좌측에 순응조사(順應祖師)를, 우측에 이정조사(利貞祖師)를 그린 것으로 추정되나 명확하지는 않다. 각 조사상의 사이와 화면 아래쪽 좌우에는 공양물을 들고 있는 천동과 천녀 네 명이 묘사되어 있는데, 이들 천동과 천녀 역시 대칭적으로 표현되어 화면에 변화감을 주지 못하고 있다. 이러한 점은 배경으로 처리된 암반이나 산언덕 및 폭포와 소나무의 표현에서도 드러나고 있어 전체적으로 화격을 떨어뜨리는 요소로 작용하고 있다. 얼굴에는 음영을 약하게 표현하고 있으며 육신의 윤곽선은 갈색으로, 의문선 등은 담묵선으로 처리하고 있는데 이들 필선들은 곧고 바른 철선을 사용하고 있다. 적색과 녹색을 위주로 채색되어 있는 이 삼화상진영에서 화면 가운데에 묘사된 희랑조사는 연보라색의 장삼에 적색 가사의 전답 끝부분인 쇠끝에 백색바탕에 화문을 그려놓은 것이 이채롭다. 나머지 두 조사상은 녹색 장삼에 적색 가사는 끝단을 흑색으로 처리하고 옷의 안감을 삼청색으로 칠한 후 양청으로 바림을 하고 있다. 암반과 산언덕 등은 옅은 바탕색으로 칠해져 화면이 밝으며 소나무는 담채의 줄기 표현과는 달리 녹색 바탕에 백색선으로 묘사된 솔잎 표현이 너무 도식적으로 처리되어 있어 이 시기에 제작된 탱화들과 양식적인 맥을 같이 하고 있다. 이처럼 세 분의 조사를 한 화면에 배치한 것은 나한도에서 간혹 간취되는 형식이며, 각 조사상의 표현에서는 진영도 형식을 따르고 있고, 천동과 천녀 및 소나무와 계곡 등의 심산유곡의 묘사에서는 산신탱의 형식 또한 보여주고 있다. 향우측 조사상의 아래면 가장자리와 연결된 곳에 마련된 적색바탕 화기란에는 광서(光緖) 18년(1892) 해인사에서 조성하여 해행당(解行堂)에 봉안하였고, 금어(金魚)로는 우송상수(友松爽洙)이며 출초(出草)는 두명비구(斗明比丘)가 하였다는 화기(畵記)를 묵서(墨書)로 적어두고 있다. 채색이나 구도적인 면에서 19세기 말의 전형을 잘 보여주고 있으며, 특히 해인사 창건과 중흥에 관련된 3인물을 한 화면속에 담은 금어 상수의 독특한 개성이 잘 드러나 있는 조사도이다.

## 같이 보기
- 합천 해인사 건칠희랑대사좌상 - 보물 제999호

## 지정 사유
해인사의 창건과 중흥에 관련된 3인물을 한 화면 속에 담은 작가의 독특한 개성이 잘 드러나 있으며, 채색이나 구도가 19세기말의 전형을 잘 보여주는 탱화이다.

## 참고 자료
- 합천 해인사 삼화상 진영 - 국가유산청 국가유산포털